# Pleurotomella innocentia
Pleurotomella innocentia é uma espécie de gastrópode do gênero Pleurotomella, pertencente a família Raphitomidae.